# Wolff Geisler
Wolff Geisler (* 1941) ist ein deutscher Mediziner und Autor.

## Leben
Geisler wurde 1976 mit der Arbeit „Unfallgeschehen in einem Fischereihafenbetrieb“ an der Medizinischen Fakultät der RWTH Aachen promoviert. Er praktiziert als Hausarzt in Köln Porz-Wahn.
Daneben äußert sich Geisler immer wieder auch politisch. In den 1970er Jahren war er eigenen Angaben zufolge Geschäftsführer des „Deutschen Komitees für Angola, Guinea-Bissau und Mosambik“ und kritisierte die kolonialistische Rolle Portugals. In den 1970er und 1980er Jahren kritisierte er Beteiligungen von Siemens, Daimler-Benz, Rheinmetall und Messerschmitt-Bölkow-Blohm bei der Unterstützung des Apartheid-Regimes in der Republik Südafrika. Nach eigenen Angaben war Geisler mehrmals Sachverständiger politischer Gremien, so habe er bei den Vereinten Nationen zur „militärisch-nuklearen Zusammenarbeit der Bundesrepublik Deutschland mit Südafrika“ sowie für einen Rüstungsexportausschuss des Deutschen Bundestages gearbeitet.
Geislers Monografie „Morde alle Jubeljahre – Urheber und Methoden von Massenmorden“ ist in Deutschland seit 2021 durch die Bundeszentrale für Kinder- und Jugendmedienschutz indiziert.

## Schriften
- Wolff Geisler, Jürgen Ostrowsky: Südafrika: Rassismus, Imperialismus, Befreiungskampf. Eine Einführung. Pahl-Rugenstein, Köln 1978, ISBN 3-7609-0364-9.
- Die militärische Zusammenarbeit Bundesrepublik-Südafrika im atomaren und konventionellen Bereich. In: Hefte für deutsche und internationale Politik. Bd. 23 (1978), H. 2, S. 4–12.
- Wolff Geisler (Hrsg.): Rüstungsexport (= BRD + Dritte Welt. Bd. 2). Magazin-Verlag, Kiel 1982.
- Wolff Geisler, Gottfried Wellmer: DM-Investitionen in Südafrika. Informationsstelle Südliches Afrika, Bonn 1983, ISBN 3-921614-40-6.
- Aids: Herkunft, Verbreitung und Heilung. Bipawo, Köln 1994, ISBN 3-9803883-1-X.[6]
- Die Massenerkrankungen an Rinderwahnsinn werden durch die künstliche Verbreitung von retroviralen Teilen, die in Campylobacter-Mikroben gezüchtet wurden, ausgelöst. Selbstverlag, Köln 1996, ISBN 3-9803883-4-4.
- Morde alle Jubeljahre: Urheber und Methoden von Massenmorden. Selbstverlag, Köln 2014, ISBN 978-3-9803883-6-8 (indiziert seit dem 3. November 2021)[5].
- Bankiers überm Hakenkreuz: Ziel der Geldgeber Adolf Hitlers. Selbstverlag, Köln 2014, ISBN 978-3-9803883-5-1.